# 赭山公園駅
 赭山公園駅（しゃさんこうえんえき）は、中華人民共和国安徽省蕪湖市鏡湖区に位置する蕪湖軌道交通1号線の駅である。

## 歴史
- 2021年11月3日:開業。

## 隣の駅
蕪湖軌道交通
■1号線
赭山路駅 -  赭山公園駅 - 中山北路駅